# Billens-Hennens
Billens-Hennens est une commune suisse du canton de Fribourg, située dans le district de la Glâne.

## Historique
Le village est mentionné depuis le xve siècle, en relation avec une maison forte, siège d'une famille homonyme qui sera détruite après 1718. La seigneurie passa successivement entre les mains du comté de Gruyère en 1365, de la seigneurie de Palézieux avant 1402 avant de passer entre plusieurs mains privées. Érigée en commune, Billens est incluse dans le bailliage de Romont dès 1536, puis le district de Romont dès 1798 avant de rejoindre le district de la Glâne à sa création.
Le 1er janvier 1998, la commune a fusionné avec sa voisine Hennens pour former la nouvelle commune de Billens-Hennens.
Les habitants du village sont nommés les "guellins de Bellin" en patois fribourgeois.

## Géographie

Photo aérienne (1964)

Billens-Hennens mesure 487 ha. 6,5 % de cette superficie correspond à des surfaces d'habitat ou d'infrastructure, 80,4 % à des surfaces agricoles et 13,1 % à des surfaces boisées.
Située non loin de Romont, Billens-Hennens est limitrophe de Romont et Siviriez ainsi que Lovatens, Lucens et Prévonloup dans le canton de Vaud.

## Population

### Surnoms
Les habitants de la localité de Billens sont surnommés les Guelins, soit les lents en patois fribourgeois.
Ceux de la localité d'Hennens sont surnommés les Coquins (lè Cotyin).

### Démographie
Billens-Hennens compte 883 habitants 2022. Sa densité de population atteint 181 hab./km2.
Le graphique suivant résume l'évolution de la population de Billens-Hennens entre 1850 et 2008 (incluant les communes fusionnées dans cette période) :